# Szenes Klub
A Szenes Klub Magyarország egyetlen[forrás?] olyan (elsősorban egyetemi) szórakozóhelye, amely teljes mértékben az egyetem, azon belül a Hallgatói Részönkormányzat fennhatósága alatt áll.

## Története
1972-ben nyílt meg egy tényleges szenespince átalakításával a Tanárképző Főiskolán. A nyolcvanas évek elejétől átalakítások, felújítások és különböző szervezeti problémák okán többször is be kellett zárnia kapuit. A Janus Pannonius Tudományegyetem 1982-es alapítása és a Tanárképző karrá válása adott újabb lendületet az itt folyó tevékenységnek. A nyolcvanas évek második felében több pécsi egyetemi és városi amatőr zenekar próbált és lépett itt fel; például a Kasza Blanka, a Klán, illetve a Kispál és a Borz is itt debütált 1987. december 10-én.

## Programok

### Koncertek
A kilencvenes évektől a koncertprogramokat többnyire a hazai alternatív vonalra építették, kiemelt figyelemmel a színvonalas pécsi zenekarokra. Ilyen volt például a Costa Nostra, Millenniumi Földalatti Vasútvonal, Spleen, később a 30Y, a Calliope, a Punnany Massif, majd a Halott Pénz is. Jelenleg hetente két esti rendezvényt tart a szervezőgárda, ikonikusan hétfőn, elsősorban a bölcsész hallgatóknak, illetve újabban pénteken is: akkor a Millenium csapata adja a talpalávalót.

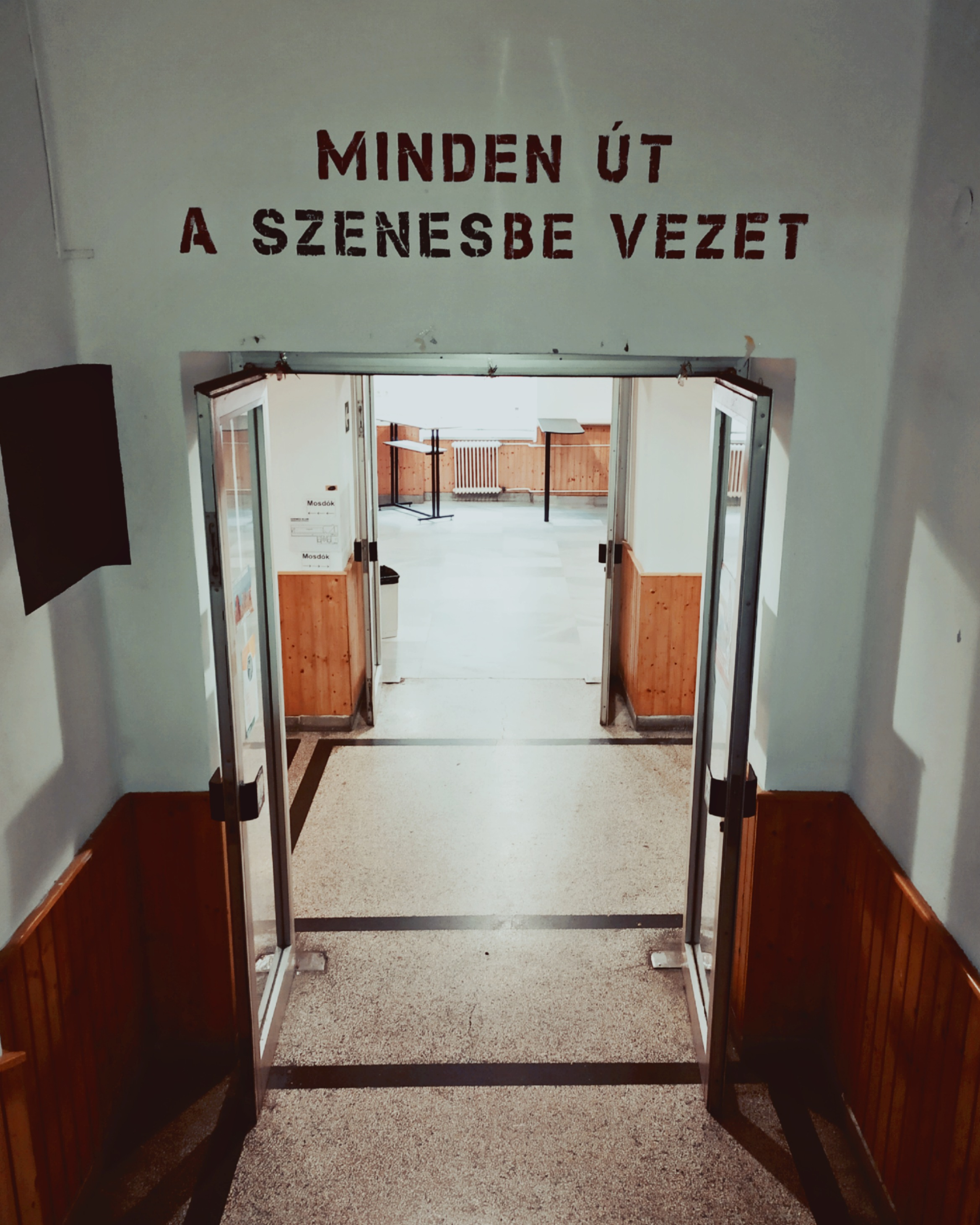
Szenes Klub bejárata

### Off programok
Az esti rendezvények, bulik mellett természetesen a bánya különböző közéleti programoknak is teret biztosít. Ilyenek például a díjnyertes Improvokál Társulat nyitott műhelyei, amelyek szórakoztató és izgalmas csapatjátékokra invitálják az embert. Továbbá a klub ad helyet a szakesteknek is, ahol kötetlen beszélgetéseken és szórakoztató programokon keresztül lehet megismerkedni a szakon tanuló hallgatókkal. Ugyanitt kerülnek megrendezésre a Zenélő Egyetem kurzusai is, melynek egyik alapító tagja Beck Zoli (30Y) szintén itt tartja előadásait. A szabadtéri programokra alkalmas időszakokban a klub melletti kertben Szenes Terasz néven is tartanak rendezvényeket.

### Pihenés
A klub kapui nyitva állnak minden hallgató előtt, akik két óra között egy kicsit ledőlnének egy babzsákra, vagy szabadidejüket társasozással töltenék ki. Lehetőségek tárháza várja az arra tévelygőket, a kiáradó kellemes zene és friss kávéillat is bevonzza a nyugalomra vágyó bölcsészeket. Nem beszélve a látványról, amit a klub falairól kacsintgató kultikus pécsi alakok és építmények nyújtanak, ezzel is megadva a PécsiBölcsész-alaphangulatot.

## Felszereltség
- Termek száma: Egy büfé és egy koncertterem, ami a büféből nyílik
- Kerthelyiség: A bejárat mellett találhatóak fedett pavilonok, továbbá a klub melletti botanikus kertben egy terasz
- Technikai felszereltsége: Saját RCF hangrendszer és fényrendszer
- Backstage felszereltsége: Öltöző, pihenő helyiség
- Pultok száma: Egy ötméteres pult áll rendelkezésre a büfében
- Mellékhelyiségek száma: Egy-egy külön női és férfi mosdó